# Лила казује
Лила казује (фр. Lila dit ça) је француски љубавни филм из 2004. кога је режирао Ziad Doueiri. Фабула се заснива на истоименој новели коју је написао Chimo (псеудоним).